# Толстихин, Игорь Нестерович
Игорь Нестерович Толстихин (14 апреля 1936 — 18 января 2021, Санкт-Петербург) — советский и российский учёный-геохимик, доктор химических наук, специалист в области изотопии благородных газов. Лауреат медали Гарольда Юри.

## Биография
Сын советского гидрогеолога, профессора Толстихина Нестора Ивановича. В 1959 году окончил Ленинградский горный институт. В 1966 году защитил кандидатскую диссертацию; в 1975 году защитил диссертацию доктора химических наук. С 1978 года сотрудник (с 1986 — главный научный сотрудник) лаборатории геохронологии и геохимии изотопов Геологического института Кольского научного центра Российской академии наук, лидер группы изотопии благородных газов.
Умер 18 января 2021 года в Санкт-Петербурге.

## Научная деятельность
Область научных интересов: геохимия изотопов благородных газов в земной коре, гидросфере и космосе. Автор моделей переноса изотопов, используемых для реконструкции эволюции земного ядра, мантии, земной коры, атмосферы и гидросферы.
Пионер в области изучения геохимии благородных газов в литосфере. Первооткрыватель первичного гелия-3 (3He) в мантии. Разработал тритий-3He метод датирования возраста воды - один из ключевых инструментов изучения циркуляции океанических и подземных вод. Известен как автор концепции общей эволюции материи, построенной на основе изотопной космо- и геохимии. Предложил в соавторстве с А. Хофманом гипотезу, что слой Ионосфера на границе ядра и мантии (границе Гутенберга) сформировался в результате субдукции первичной базальтовой протокоры и «венероподобного» реголита.
Автор более 130 научных статей, 8 научных монографий, 4 изобретений. На 2021 год индекс Хирша 22, количество цитирований 2085 (по данным Web of Science).

### Основные монографии
- Mamyrin B. A., Tolstikhin L. N. Helium isotopes in nature. — Amsterdam: Elsevier, 1984. — 287 с. — ISBN 0-444-42180-7.

- Tolstikhin I.N., Kramers J. The evolution of matter: from the big bang to the present day Earth. — Cambridge: Cambridge University Press, 2008. — 521 с. — ISBN 978-0-521-86647-7.

### Наиболее цитируемые статьи
- Marty B., Tolstikhin I. N. CO2 fluxes from mid-ocean ridges, arcs and plumes (англ.) // Chemical Geology. — 1998. — Vol. 145, no. 3—4. — P. 233—248. — doi:10.1016/S0009-2541(97)00145-9.
- Kramers J. D., Tolstikhin I. N. Two terrestrial lead isotope paradoxes, forward transport modelling, core formation and the history of the continental crust (англ.) // Chemical Geology. — 1997. — Vol. 139, no. 1—4. — P. 75—110. — doi:10.1016/S0009-2541(97)00027-2.
- Tolstikhin I. N., Marty B. The evolution of terrestrial volatiles: a view from helium, neon, argon and nitrogen isotope modelling (англ.) // Chemical Geology. — 1998. — Vol. 147, no. 1—2. — P. 27—52. — doi:10.1016/S0009-2541(97)00170-8.
- Tolstikhin I.N., Kamensky I.L., Marty B., Nivin V. A., Vetrin V. R., Balaganskaya E. G., Ikorsky S. V., Gannibal M. A.,  Weiss D., Verhulst A., Demaiffe D. Rare gas isotopes and parent trace elements in ultrabasic-alkaline-carbonatite complexes, Kola Peninsula: identification of lower mantle plume component (англ.) // Geochimica et Cosmochimica Acta. — 2002. — Vol. 66, no. 5. — P. 881—901. — doi:10.1016/S0016-7037(01)00807-9.
- Tolstikhin I. N., Hofmann A. W. Early crust on top of the Earth's core // Physics of the Earth and Planetary Interiors. — 2005. — Т. 148, № 2—4. — С. 109—130. — doi:10.1016/j.pepi.2004.05.011.

### Премии, признание
- Почетный член колледжа Кларе Холл Кембриджского университета (1995)[3].
- Dr. Honoris Causa Philosophiae Бернского университета (2001)[8].
- Почетный член Европейской геохимической ассоциации (the honorary title of Geochemistry Fellow) и Международного геохимического общества (2001)[9].
- Почётный диплом издательства Elsevier за наиболее часто цитируемую публикацию в области физики Земли и планетарных недр (2005)[2].
- Лауреат медали имени Гарольда Юри — высшей награды Европейского геохимической ассоциации за выдающийся вклад в изотопную геохимию[1].